# Saint-Aubin-du-Pavail
Saint-Aubin-du-Pavail era una comuna francesa situada en el departamento de Ille y Vilaine, de la región de Bretaña, que el uno de enero de 2017 pasó a ser una comuna delegada de la comuna nueva de Châteaugiron al unirse con las comunas de Châteaugiron y Ossé.

## Demografía
| Gráfica de evolución demográfica de Saint-Aubin-du-Pavail entre 1800 y 2014 |
|                                                                             |

Los datos demográficos contemplados en este gráfico de la comuna de Saint-Aubin-du-Pavail se han cogido de 1800 a 1999 de la página francesa EHESS/Cassini, y los demás datos de la página del INSEE.